# Latin Lovers
Latin Lovers (br: Meu Amor Brasileiro) é um filme estadunidense de 1953. É uma comédia romântica realizada pela MGM, dirigido por Mervyn LeRoy e escrito por Isobel Lennart. A trilha sonora é de Nicholas Brodszky e o diretor de fotografia foi Joseph Ruttenberg.

## Sinopse
Nora Taylor (Lana Turner) é uma milionária americana, que pensa que cada homem que ela conhece está mais interessado em sua fortuna do que nela própria. Ela viaja para o Brasil para fugir do noivo Paul Chevron (John Lund), por suspeitar que o maior interesse dele é fundir as suas fortunas.
No Brasil, Nora conhece Roberto Santos (Ricardo Montalban), um pequeno agricultor que parece não estar interessado em sua fortuna.

## Elenco

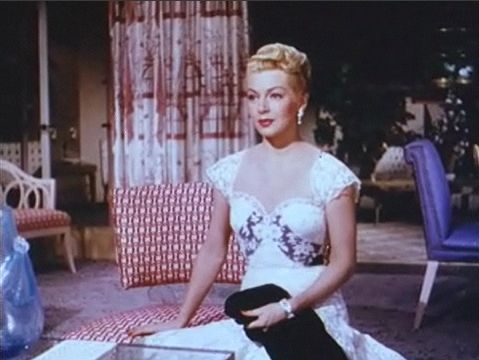
Lana Turner como Nora Taylor

| Ator/Atriz        | Personagem           |
| ----------------- | -------------------- |
| Lana Turner       | Nora Taylor          |
| Ricardo Montalban | Roberto Santos       |
| John Lund         | Paul Chevron         |
| Louis Calhern     | Avô Eduardo Santos   |
| Jean Hagen        | Anne Kellwood        |
| Eduard Franz      | Dr. Lionel Y. Newman |
| Beulah Bondi      | Analista             |
| Rita Moreno       | Christina            |
| Suzanne Alexander | Garota brasileira    |
| Gloria Noble      | Garota brasileira    |
| Lynn Sousa        | Garota brasileira    |